# Сайед Путра (раджа Перлиса)
Сайед Путра (Туанку Сайед Путра ибни Ал-Мархум Сайед Хассан Джамалуллаил) (25 ноября 1920 — 16 апреля 2000) — малайзийский государственный деятель, 6-й раджа Перлиса (4 декабря 1945 — 16 апреля 2000), 3-й верховный правитель (Янг ди-Пертуан Агонг) Малайзии (21 сентября 1960 — 20 сентября 1965).

## Ранняя карьера
Родился в 1920 году в Арау, столице раджаната Перлис (Британская Малайя). Он был сыном Сайеда Хасан бин Сайеда Махмуда Джамалуллайла (1897—1935), наследного принца Перлиса. Он получил образование в малайской школе Арау, а затем в свободной школе Пенанга (1937—1939). В возрасте 18 лет он поступил на административную службу в Перлис, став мировым судьей, а в 1940 году был переведен в Куала-Лумпур, где служил вторым магистратом в уголовном суде.

## Споры на наследования трона Перлиса
Четвёртый раджа Перлиса, Сайед Алви ибни Ал-Мархум Сайед Сафи Джамалуллайла (правил в 1905—1943 годах) был бездетным. Тем не менее, у него было несколько сводных братьев, которые имели претензии на титул наследника престола. Преемственность трона Перлис не была автоматической, наследник должен был быть подтверждён Государственным Советом, в который входили сам раджа и ряд ближайших сановников.
Дед по отцовской линии Сайеда Путры, Сайед Махмуд, был старшим сыном третьего раджи Перлиса Сайеда Саффи ибни Ал-Мархума Сайеда Алви Джамалуллайла (правил в 1887—1905 годах). Он был также сводным братом четвёртого раджи Сайеда Алви. Он являлся наследным принцем (Раджа Муда) до 1912 года, когда он был осуждён и заключён в тюрьму в Алор-Сетар, где пробыл до 1917 года. Два года спустя он умер. 6 декабря 1934 года сын Сайеда Махмуда, Сайед Хасан, был избран на государственном совета в качестве наследного принца Перлиса. Тем не менее, Сайед Хасан скончался 18 октября 1935 года.
30 апреля 1938 года государственный совет Перлиса избрал наследником престола Сайеда Путру (сына Сайеда Хасана). Этот выбор не был признан Сайедом Хамзой, младшим сводным братом раджи Сайеда Алви и вице-президентом Государственного совета. Тем не менее, при поддержке британских колониальных властей Сайед Путра был утверждён в звании наследного принца.

## Японская оккупация
В начале Второй Мировой войны раджа Сайед Алви уехал в Куала-Кангсар (штат Перак). Он вернулся в Перлис на 28 декабря 1941 года, но был больным, поэтому государственными делами руководил его младший брат Сайед Хамза (1895—1958). Сайед Путра был в то время служил в судебной системе в Куала-Кумпуре и по рекомендации султана Селангора оставался там. В мае 1942 года Сайед Хамза уговорил раджу Сайеда Алви отозвать назначение Сайеда Путры наследником. Новым наследным принцем стал сам Сайед Хамза. Раджа Сайед Алви скончался в Арау 1 февраля 1943 года. Сайед Хамза, пользовавшийся поддержкой японских оккупационных властей, был провозглашён 5-м раджой Перлиса.
Сайед Путра и его семья оставались в Кланге до 15 мая 1942 года, когда он вернулся в раджанат Перлис. Он жил в хижине возле железнодорожной станции города Арау. Ранее он получал ежемесячное пособие в размере $ 90 в месяц пособие от раджи Сайеда Алви, но это прекратилось после смерти последнего. 29 марта 1945 года он уехал в Келантан, поселился в доме своей супруги Тенгку Будриах, где он продавал пирожные и другие товары для жизни.

## Возвращение британского владычества
Британская военная администрация под руководством лорда Луи Маунтбеттена отказалась признавать раджой Перлиса Сайеда Хамзу. 18 сентября 1945 года Сайед Хамза отрекся от престола. Он отправился в изгнание в Таиланд и умер в Арау 20 февраля 1958 года.
4 декабря 1945 года британские колониальные власти провозгласили Сайеда Путру 6-м раджой Перлиса. Он вернулся в Перлис из Келантана, через Паданг Бесар. Официальная коронация состоялась 12 марта 1949 года.

## Малайский Союз
Возражал против создания Малайского союза на том основании, что его создание нарушило англо-перлисский договор 1930 года, давая правящую власть совету в Перлисе. Тем не менее, его протесты были отвергнуты англичанами. Впоследствии, как и все другие малайские правители, он аннулировал договор о создании Малайского союза.

## Правление
14 апреля 1960 года был избран заместителем верховного правителя (Янг ди-Пертуан Агонг) Малайзии, занимал эту должность до смерти султана Хисамуддина Алам Шаха 1 сентября 1960 года.
Был избран 3-м верховным правителем (Янг ди-Пертуан Агонг) независимой Малайи, занимал свой пост с 21 сентября 1960 года. 4 января 1961 года официально инаугурирован во дворце Истана Негара в Куала-Лумпуре. 16 сентября 1963 года после провозглашения Малайзийской Федерации, включающей Малайю, Сабах, Саравак и Сингапур, стал Янг ди-Пертуан Агонг Малайзии. Его полномочия закончились 20 сентября 1965 года. Его сын, Сайед Сираджуддин, также был избран верховным правителем (Янг ди-Пертуан Агонг) и занимал этот пост с 2001 по 2006 год после смерти действующего Верховного правителя, Султана Салахаддина Абдул Азиза Шаха.
В сентябре 1963 года было создано независимое государство — Федерация Малайзия, в состав которой также вошли населённые малайцами Сингапур, Сабах и Саравак. Аль-Мархум Туанку Сайед Путра был известен как последний Верховный правитель Малайи, первый Верховный правитель Малайзии и единственный малайский правитель, в правление которого Сингапур входил в состав Малайской федерации.
В его правление в Куала-Лумпуре были построены стадион Негара, Дом Парламента, музей Негара, Международный аэропорт Негара, мечеть Негара.

## Поздняя роль, смерть и похороны
Будучи самым старшим из малайских правителей, давал советы более младшим правителям особенно во время конституционных кризисов в 1983 и 1993 годах. Скончался в Национальном институте сердца, Куала-Лумпур, 16 апреля 2000 года. Похоронен в королевском мавзолее в Арау, столице Перлиса.

## Семейная жизнь
Туанку Сайед Путра был женат дважды:
7 марта 1941 года женился первым браком на Тенгку Будриах Бинти Тенгку Исмаил (28 марта 1924 — 28 ноября 2008), уроженки провинции Паттани в Таиланде. Супруги имели пять сыновей и пять дочерей:
- Сайед Сираджуддин (род. 17 мая 1943), 7-й раджа Перлиса (с 2000), 12-й Верховный правитель Малайзии (2001—2006)
- Сайед Бадаруддин (род. 1 января 1945)
- Сайед Амир Зайнал-Абидин (род. 11 января 1950)
- Сайед Разлан (род. 21 января 1951)
- Сайед Зайнал-Анвар (род. 20 февраля 1952)
- Шарифа Сальва (род. 27 февраля 1942)
- Шарифа Джалайна (род. 3 марта 1946)
- Шарифа Азван (род. 14 апреля 1947)
- Шарифа Джунетта (род. 17 июня 1948)
- Шарифа Эндах (род. 19 июля 1953)

18 июля 1952 года вторично женился на Че Пуан Мариам (урождённая Риам Пессайянавин, 1924—1986), от которой у него было три сына и одна дочь. Она была тайской мусульманкой и мисс Сиама в 1939 году.
- Сайед Зайнал-Рашид (род. 18 апреля 1953)
- Сайед Азни (род. 29 мая 1954)
- Сайед Бадлишах (род. 7 июля 1958)
- Шарифа Меланиэ (род. 30 января 1968)

## Дополнительные факты
- Из всех монархов Малайзии в самом юном возрасте занимал пост Верховного правителя.
- Один из двух монархов Малайзии, кто дважды занимал пост Заместителя Верховного правителя и он умер на этом посту.
- Из трёх первых монархов Малайзии, кто отработал весь срок на посту Верховного правителя.